# ماونتن ویو، شهرستان چاوز، نیومکزیکو
ماونتن ویو (به انگلیسی: Mountain View) یک منطقهٔ مسکونی در ایالات متحده آمریکا است که در شهرستان چاوز، نیومکزیکو واقع شده‌است. ماونتن ویو ۱٬۱۰۶٫۱۳ متر بالاتر از سطح دریا واقع شده‌است.